# President
I President sono un gruppo musicale anonimo formatosi nel 2025. La rivista Revolver descrive il loro frontman come "dai capelli argentati, che indossa una maschera misteriosa e non del tutto realistica, con profonde rughe e che irradia l'inquietudine di una figura di cera, identificato solo come "The Artist". Sebbene la loro vera identità rimanga un mistero, è stato rivelato in un'intervista con Metal Hammer che la formazione della band è composta da President (frontman), Heist (chitarrista), Protest (bassista) e Vice (batterista).

## Storia del gruppo
La band fu annunciata per la prima volta come artista al Download Festival 2025 nel febbraio 2025, confondendo i fan poiché non erano stati rilasciati dettagli sulla band e non avevano ancora pubblicato musica. Poco dopo, la band creò una pagina Instagram e iniziò a pubblicare teaser criptici.
Nell'aprile 2025, pubblicarono un teaser per una nuova canzone, il loro singolo di debutto "In The Name of the Father", uscito il 15 maggio 2025. Il brano fu nominato "Tune of the Week" su BBC Radio 1 e apparve sulla copertina di un numero di [[Rock Sound]. Le speculazioni sull'identità della band si moltiplicarono, poiché i fan scoprirono legami con diverse aziende utilizzate da un'altra band mascherata, gli Sleep Token (che erano headliner del Download Festival quell'anno) e utilizzavano un'iconografia simile a quella dei Crosses. Il 21 maggio hanno annunciato il loro primo concerto da headliner al The Garage di Londra, previsto per il 30 luglio. Un secondo singolo, "Fearless", è stato pubblicato il 5 giugno 2025. Diverse pubblicazioni hanno riportato speculazioni secondo cui il progetto sarebbe guidato dal cantante Charlie Simpson. La band ha debuttato al Download Festival 2025 nel giugno 2025. È stato annunciato che la band avrebbe aperto il concerto degli Architects per diverse date nel gennaio 2026.
Il 18 luglio 2025, la band ha annunciato il suo EP di debutto, "King of Terrors", in uscita il 26 settembre, accompagnato dal singolo principale "RAGE".

## Stile musicale
La band è stata descritta come Alternative metal, heavy metal, metalcore e hard rock. Revolver descrive la band come "un mix di metal con elementi di musica elettronica, in particolare minimal house." The Artist ha detto: "Non volevo che sembrasse moderno, volevo che sembrasse qualcos'altro. Volevamo aggiungere un elemento di orrore - forse orrore è la parola sbagliata, ma disagio, un po' come Shining ti mette a disagio. Volevo che sembrasse bello ma inquietante."

## Discografia

### EP
- 2025 – King of Terrors

### Singoli
- 2025 – In The Name of the Father
- 2025 – Fearless
- 2025 – Rage